# Istanbul
Istanbul (turc: İstanbul), coneguda antigament com a Ligos, Bizanci i Constantinoble, és la ciutat més gran de Turquia i el seu centre econòmic, cultural i històric. Situada a les dues ribes de l'eestret del Bòsfor, a la confluència entre Europa i Àsia, és el principal port del país i inclou el port natural conegut com el Corn d'Or (Haliç en turc), travessat pel famós pont de Gàlata. La ciutat també és la capital administrativa de la província d'Istanbul. El 2022, la seva població era de 15.907.951 persones, cosa que en fa la ciutat més poblada d'Europa.
Des de l'any 2004, els límits de la província i de la ciutat d'Istanbul són els mateixos.
L'emperador romà Constantí el Gran va refundar la ciutat i la va anomenar Constantinoble en honor seu, a l'emplaçament de l'antiga colònia grega de Bizanci. Arran de la partició de l'Imperi Romà, en va esdevenir capital de la part oriental, coneguda com a Imperi Romà d'Orient. Després de la caiguda de Constantinoble el 1453, va entrar a formar part de l'Imperi Otomà i de seguida en va esdevenir la capital.
Les zones històriques d'Istanbul van ser declarades Patrimoni de la Humanitat per la UNESCO l'any 1985, pels seus importants monuments i restes històriques.

## Etimologia
Abans de la conquesta, els turcs l'anomenaven informalment İstanbul, un mot provinent del grec is tin polin (‘cap a la ciutat’, referint-se a l'àrea dins les muralles). Oficialment, però, s'usava el nom àrab de Qusţanţaniyyeh (قسطنطنيه), en el sentit de ‘Ciutat de Constantí’, un derivat de Konstandinúpolis. Només fou a partir del 28 de març de 1930 que la ciutat fou reanomenada Istanbul de forma oficial.

## Història

### Fundació de Bizanci

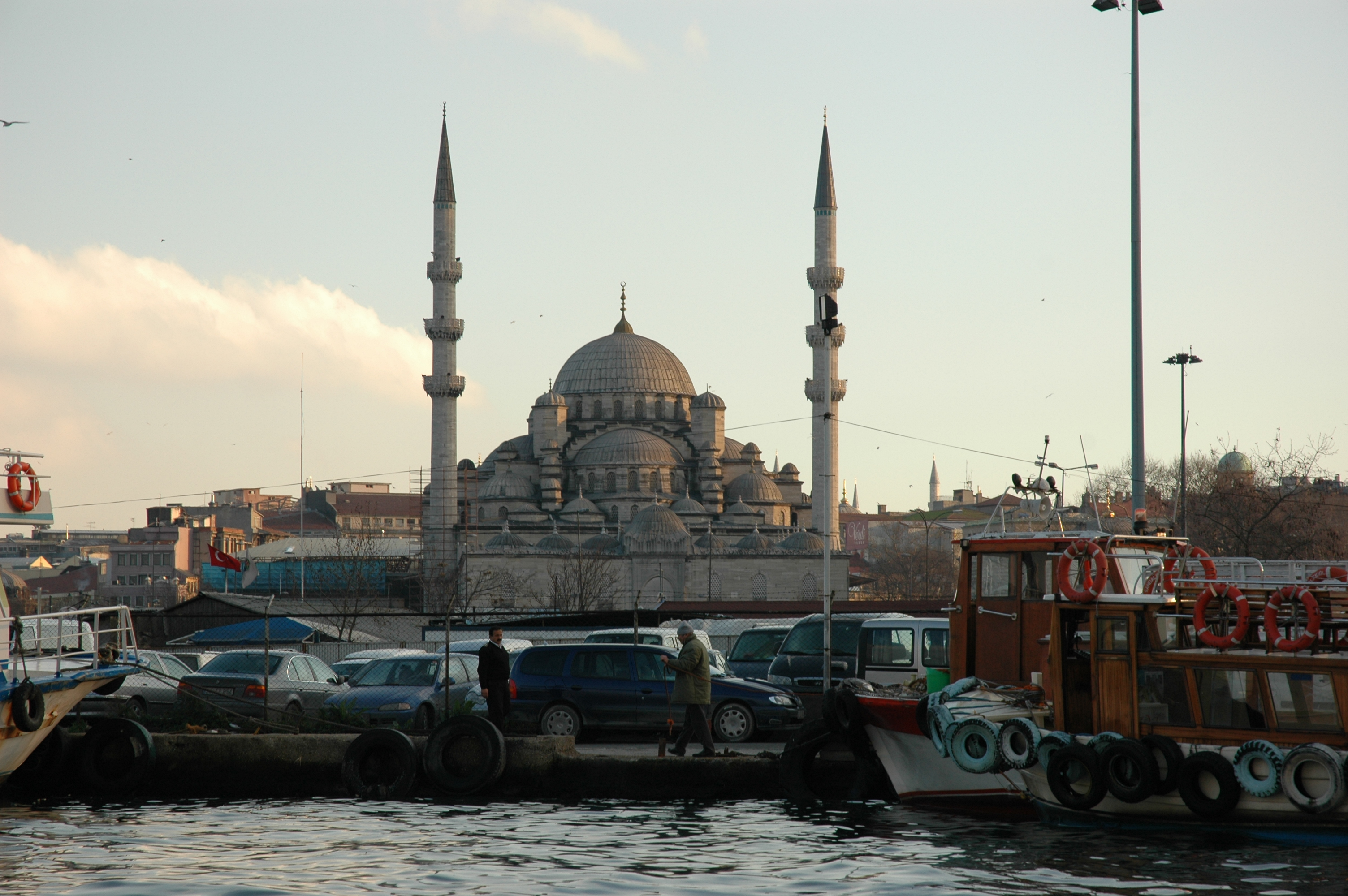
La mesquita Nova des del Corn d'Or

El primer nom que va rebre Istanbul va ser Ligos. Els colons grecs de Mègara s'hi van establir el 667 aC i la van rebatejar com a «Bizanci» en honor del seu rei, Bizas. El nom «Bizanci» és una transliteració del nom grec original Βυζάντιον. En grec modern demòtic es pronuncia Βυζάντιο, /vi.za.ⁿdjo/.
Al llarg dels anys la ciutat ha estat a mans dels perses, que la van ocupar i destruir al segle v aC. Recuperada per l'espartà Pausànias l'any 479 aC, va començar a reconstruir-la el 478 aC. Més tard Esparta va haver de disputar-se'n el control amb els atenesos, els quals la van prendre el 409 aC, però en van ser expulsats el 405 aC, encara que el 390 aC va tornar a mans ateneses.
Entre el 336 i el 323 aC va estar a mans dels macedonis, durant el regnat d'Alexandre Magne. Després la ciutat va recuperar certa independència, llevat de quan en el 279 aC els celtes van conquerir Tràcia i van imposar un tribut a Bizanci.

### Imperi Romà d'Orient
L'estratègica posició de Bizanci va atreure l'emperador romà Constantí I el Gran, que l'any 330 va fundar de nou la ciutat com a «Nova Roma» o «Constantinopolis» en honor seu (Constantinoble, en grec: Κωνσταντινούπολις, Konstandinúpolis) i la va convertir en capital de l'Imperi Romà. Després de la divisió de l'Imperi Romà el 395, la part d'Orient va passar a la historiografia moderna amb el nom d'Imperi Romà d'Orient. El nom de «Nova Roma» no es va emprar mai amb freqüència, i va ser «Constantinoble» el que va prevaler fins a la caiguda de l'imperi el 1453. Aquesta denominació es va mantenir fins al segle xx en lloc d'Istanbul, i avui dia encara es fa servir a Grècia.
La combinació d'imperialisme i posició estratègica tingueren un paper important, com a cruïlla entre dos continents (Europa i Àsia), i més tard com un incentiu per a l'Àfrica i altres territoris, en termes de comerç, cultura, diplomàcia i estratègia. En un enclavament tan valuós, Constantinoble era capaç de controlar la ruta entre Àsia i Europa, així com el pas del mar Mediterrani al mar Negre. Això va fer que mentre que la part occidental de l'Imperi Romà va entrar en una crisi econòmica, comercial, política i demogràfica, Constantinoble mantingué la seva posició durant segles, i esdevingué la gran urbs europea medieval.
Del primer període d'esplendor de l'imperi destaca l'església de Santa Sofia, obra mestra de l'art romà d'Orient que va manar construir l'emperador Justinià I. Després d'una petita crisi en els segles vii i viii, tornaria una altra etapa de renaixement en el ix i x, amb el Gran Cisma d'Orient, després de la qual vindria la decadència de l'imperi amb les croades, la divisió en diversos estats com l'Imperi Llatí, i la constant amenaça turca. No obstant això la ciutat mantindria la seva importància com a centre cultural i comercial de la Mediterrània, amb consolats i colònies de mercaders de diversos països.
L'últim emperador (o basileu) romà d'Orient va ser Constantí XI, que va morir en la defensa de la ciutat.

#### Quarta Croada
El 1202, un exèrcit de 34.000 soldats va respondre a la crida del papa Innocenci III, que convocava una nova croada a Terra Santa. Aquesta força irregular de cristians mancava de fons per a anar més enllà de Venècia, on necessitaven vaixells. Van caure sota la influència d'Enric Dandolo, el manipulador dux de Venècia. Amb el seu suport, els croats van anar cap a Constantinoble, on van ajudar Aleix IV a accedir al tron.
Tanmateix, quan es van adonar que no hi havia gaires possibilitats de cobrar la recompensa promesa per l'emperador, els croats van perdre la paciència i van llançar un nou atac deposant Aleix en favor d'un dels seus, Balduí I, comte de Flandes. En els anys posteriors, durant l'anomenat Imperi Llatí, l'opulenta ciutat en altres temps va ser reduïda pel pillatge, el mal govern i l'emigració a pobles situats més enllà de les muralles de la ciutat. Els emperadors romans d'Orient, expulsats de Constantinoble, van superar els mals temps unint-se a l'Imperi de Nicea, amb capital a Nicea.

#### El declivi de Constantinoble
El 1261, Miquel VIII Paleòleg (1258-1282) va recuperar Constantinoble i va restaurar l'Imperi Romà d'Orient, sense amb prou feines trobar resistència. Aquesta acció va ser possible gràcies a l'ajuda de Gènova, que sempre estava disposada a lluitar contra el seu rival, Venècia. Però de nou la ciutat va tenir un tribut que la mutilava. Els genovesos van establir la colònia de Pera al costat del Corn d'Or, davant Constantinoble, i van passar a exercir un control efectiu del comerç de la ciutat.
El rescat i la reconstrucció de Constantinoble va implicar el floriment de l'activitat artística i de l'erudició. Una mostra dels bells edificis aixecats en aquell període és l'església de Sant Salvador de Cora.
Durant aquest període es va adoptar l'àguila bicèfala com a escut imperial; els caps simbolitzaven els sectors oriental i occidental de l'imperi. Tanmateix, aviat va créixer la discòrdia a Constantinoble en plantejar-se una disputa sobre la successió entre Andrònic II (1282- 1328) i el seu net Andrònic III (1328- 1341), que va portar a la guerra civil de 1321-1354.

### Imperi Otomà
La caiguda de Constantinoble sota domini turc el 29 de maig de 1453 va ser un esdeveniment que va impactar la societat europea de l'època i que es considera el final de l'edat mitjana. La ciutat va caure després d'un llarg setge i anys de conflictes amb els turcs, que ja havien conquerit la resta de l'Imperi Romà d'Orient, a causa de la tenacitat del soldà Mehmet II, anomenat aleshores Fatih, en turc 'El Conquistador', i va formar part de l'Imperi Otomà fins a la dissolució oficial l'1 de novembre de 1922. Els otomans van denominar la ciutat İstanbul o Istambul, derivat de l'expressió grega εἰς τὴν πόλιν (is tin polin), que significa ‘cap a la ciutat’.
Durant el període otomà la ciutat va franquejar un canvi cultural complet, i va passar de ser una ciutat romana d'Orient imperial i cristiana ortodoxa a una altra d'otomana i islàmica. Hagia Sophia, l'església de la Divina Saviesa, va ser convertida en una mesquita com ho van ser algunes altres esglésies de la ciutat (sobretot les esglésies dels barris que van posar més esforç a defensar la ciutat contra Mehmet II). Moltes esglésies es van conservar i noves mesquites es van construir al voltant de la ciutat; cada soldà ha construït una magnífica mesquita per commemorar el seu regnat.
Els ordes sufís, tan estesos en el món islàmic de llavors, tenien nombrosos deixebles que havien participat en la conquesta de la ciutat i s'havien traslladat per instal·lar-se a la capital. Durant l'Imperi Otomà, més de 100 tekkes (centres de reunió i retir a la manera dels monestirs cristians en els quals es feien rituals sufís) estaven actius només a Istanbul. Molts d'aquests tekkes encara perviuen actualment, uns en forma de mesquites i altres com a museus. Un element pintoresc del paisatge de certes zones de la ciutat d'Istanbul, que encara perviu avui en dia, són les türbes, característiques tombes del període otomà.

### República de Turquia

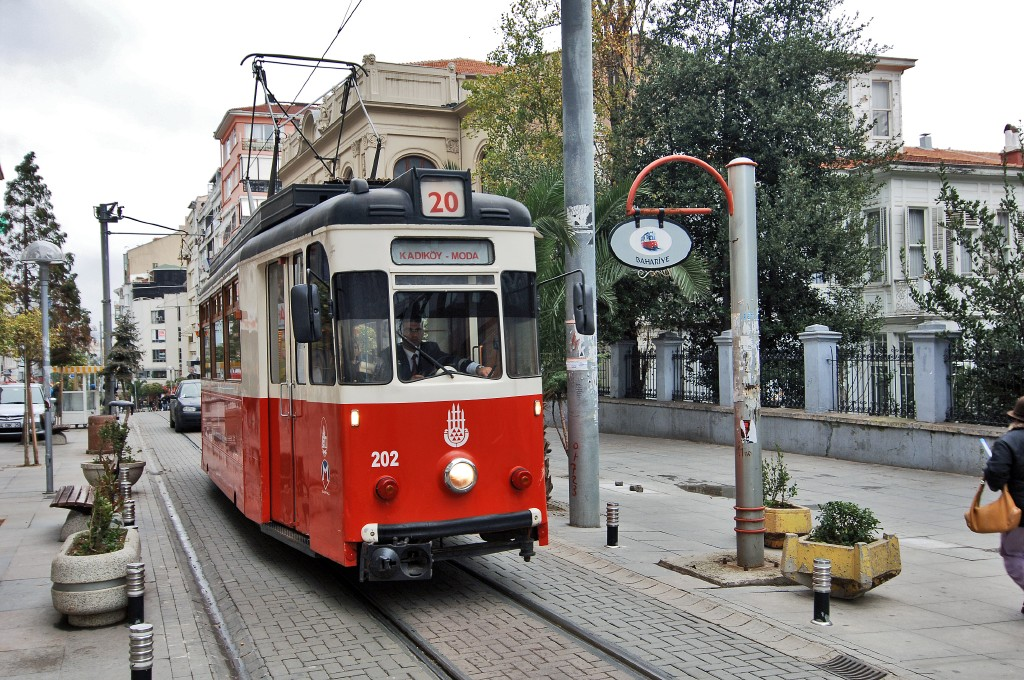
Tramvia d'època que actualment cobreix la línia Kadköy-Moda, al districte de Kadıköy, en la part asiàtica d'Istanbul

Quan la República de Turquia va ser establerta per Mustafa Kemal Atatürk el 29 d'octubre de 1923, la capital va ser traslladada de Constantinoble a Ankara. Es va adoptar İstanbul com a nom oficial el 1930. En els primers anys de la república, Istanbul es va deixar de banda en favor de la nova capital Ankara, però durant la dècada dels anys 50 i 60 Istanbul es va sotmetre a un gran canvi estructural. La ciutat, en el seu dia amb una comunitat nombrosa i pròspera grega, hereus dels orígens grecs de la ciutat, va bandejar-la després dels luctuosos esdeveniments del 6 i el 7 de setembre de 1955, en què una torba embogida va atacar i assaltar les comunitats cristianes (armenis i grecs) a Beyoğlu, sense lamentar massa danys personals, encara que un gran nombre de grecs van abandonar les seves llars i van viatjar a la veïna Grècia.
En els anys 1950 el govern d'Adnan Menderes va procurar desenvolupar el país en el seu conjunt, i es van construir en tot el país noves autopistes i xarxes de carreteres així com fàbriques. Una moderna xarxa viària va ser construïda a Istanbul, però en alguns casos, lamentablement, a compte de la demolició d'edificis històrics a l'interior de la ciutat.

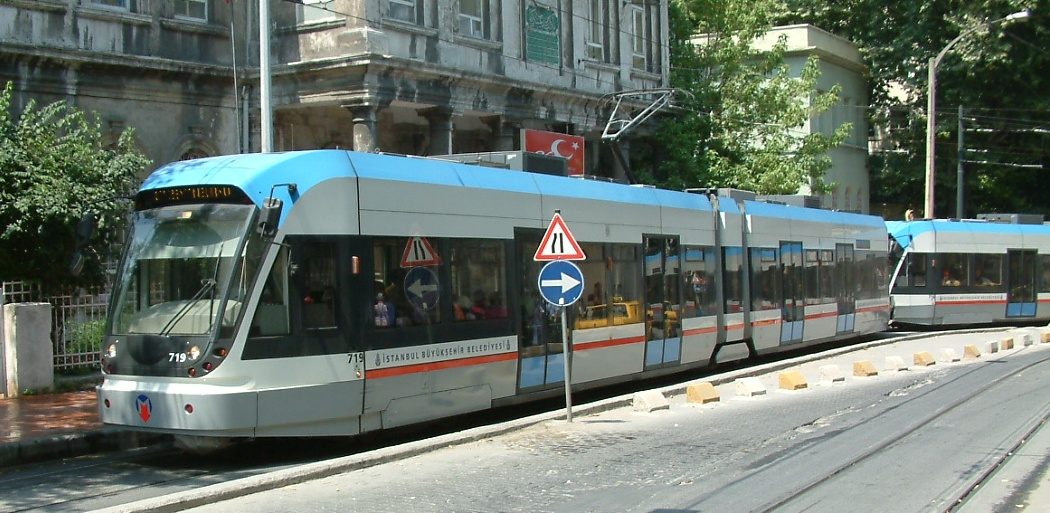
Modern tramvia de la ciutat d'Istanbul

Durant els anys 70 la població d'Istanbul va començar a augmentar ràpidament en el moment en què gent d'Anatòlia va emigrar a la ciutat per trobar feina en moltes de les noves fàbriques construïdes als afores de la ciutat. Aquest brusc i sobtat augment de la població va provocar una explosió immobiliària, la construcció d'edificis no es va detenir (alguns de mala qualitat i que pateixen durant els freqüents terratrèmols que colpegen la ciutat). Durant aquest creixement desmesurat molts pobles situats prop de la perifèria de la ciutat van ser absorbits per la gran metròpoli d'Istanbul.

## Geografia

### Clima

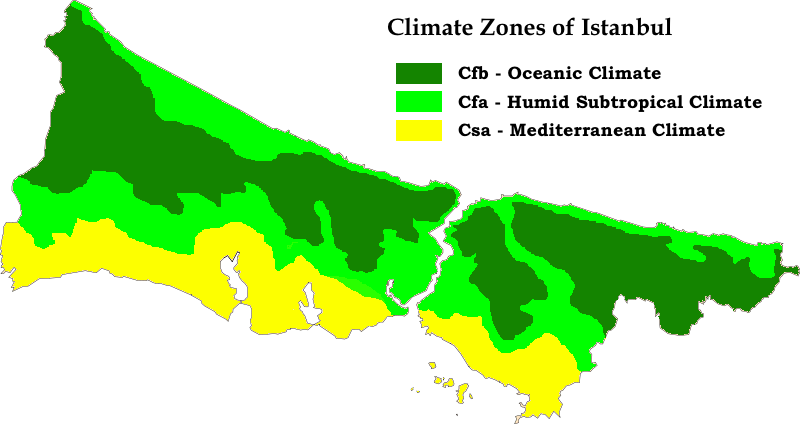
El clima a Istanbul, segons la classificació climàtica de Köppen:
Cfb: Clima oceànic
Cfa: Clima subtropical humit
Csa: Clima mediterrani

Istanbul té un clima de transició entre un clima oceànic temperat, un de subtropical humit i un de mediterrani, amb estius càlids i humits i hiverns freds, plujosos i amb nevades ocasionals. La influència dels vents, en el corredor orogràfic dels estrets és notòria, de manera que la ciutat és ventosa i humida alhora. La mitjana de precipitacions total d'Istanbul és de 844 mm anuals. Els estius són moderadament secs, comparats amb el clima mediterrani típic. La humitat relativa de la ciutat és constantment alta, la qual cosa fa que es percebin temperatures més extremes que les reals.
| Dades climàtiques a Istanbul (Sarıyer), 1954–2013           | Dades climàtiques a Istanbul (Sarıyer), 1954–2013 | Dades climàtiques a Istanbul (Sarıyer), 1954–2013 | Dades climàtiques a Istanbul (Sarıyer), 1954–2013 | Dades climàtiques a Istanbul (Sarıyer), 1954–2013 | Dades climàtiques a Istanbul (Sarıyer), 1954–2013 | Dades climàtiques a Istanbul (Sarıyer), 1954–2013 | Dades climàtiques a Istanbul (Sarıyer), 1954–2013 | Dades climàtiques a Istanbul (Sarıyer), 1954–2013 | Dades climàtiques a Istanbul (Sarıyer), 1954–2013 | Dades climàtiques a Istanbul (Sarıyer), 1954–2013 | Dades climàtiques a Istanbul (Sarıyer), 1954–2013 | Dades climàtiques a Istanbul (Sarıyer), 1954–2013 | Dades climàtiques a Istanbul (Sarıyer), 1954–2013 |
| Mes                                                         | gen                                               | febr                                              | març                                              | abr                                               | maig                                              | juny                                              | jul                                               | ag                                                | set                                               | oct                                               | nov                                               | des                                               | anual                                             |
| ----------------------------------------------------------- | ------------------------------------------------- | ------------------------------------------------- | ------------------------------------------------- | ------------------------------------------------- | ------------------------------------------------- | ------------------------------------------------- | ------------------------------------------------- | ------------------------------------------------- | ------------------------------------------------- | ------------------------------------------------- | ------------------------------------------------- | ------------------------------------------------- | ------------------------------------------------- |
| Màxima rècord °C (°F)                                       | 22.0 (71.6)                                       | 23.2 (73.8)                                       | 29.3 (84.7)                                       | 33.6 (92.5)                                       | 34.5 (94.1)                                       | 40.5 (104.9)                                      | 41.5 (106.7)                                      | 39.6 (103.3)                                      | 36.6 (97.9)                                       | 34.0 (93.2)                                       | 26.5 (79.7)                                       | 25.8 (78.4)                                       | 41.5 (106.7)                                      |
| Màxima mitjana °C (°F)                                      | 8.5 (47.3)                                        | 9.0 (48.2)                                        | 10.8 (51.4)                                       | 15.4 (59.7)                                       | 20.0 (68)                                         | 24.5 (76.1)                                       | 26.5 (79.7)                                       | 26.7 (80.1)                                       | 23.6 (74.5)                                       | 19.1 (66.4)                                       | 14.7 (58.5)                                       | 10.8 (51.4)                                       | 17.47 (63.44)                                     |
| Mitjana diària °C (°F)                                      | 5.6 (42.1)                                        | 5.7 (42.3)                                        | 7.0 (44.6)                                        | 11.1 (52)                                         | 15.7 (60.3)                                       | 20.4 (68.7)                                       | 22.8 (73)                                         | 23.0 (73.4)                                       | 19.7 (67.5)                                       | 15.6 (60.1)                                       | 11.4 (52.5)                                       | 8.0 (46.4)                                        | 13.83 (56.91)                                     |
| Mínima mitjana °C (°F)                                      | 3.2 (37.8)                                        | 3.1 (37.6)                                        | 4.2 (39.6)                                        | 7.7 (45.9)                                        | 12.1 (53.8)                                       | 16.5 (61.7)                                       | 19.5 (67.1)                                       | 20.0 (68)                                         | 16.8 (62.2)                                       | 13.0 (55.4)                                       | 8.9 (48)                                          | 5.5 (41.9)                                        | 10.88 (51.58)                                     |
| Mínima rècord °C (°F)                                       | −11.0 (12.2)                                      | −8.4 (16.9)                                       | −5.8 (21.6)                                       | −1.4 (29.5)                                       | 3.0 (37.4)                                        | 8.5 (47.3)                                        | 12.0 (53.6)                                       | 12.3 (54.1)                                       | 7.1 (44.8)                                        | 0.6 (33.1)                                        | −2.2 (28)                                         | −7.0 (19.4)                                       | −11 (12.2)                                        |
| Precipitació mitjana mm (polzades)                          | 105.3 (4.146)                                     | 77.3 (3.043)                                      | 71.8 (2.827)                                      | 44.9 (1.768)                                      | 34.1 (1.343)                                      | 34.0 (1.339)                                      | 31.6 (1.244)                                      | 39.8 (1.567)                                      | 57.9 (2.28)                                       | 87.7 (3.453)                                      | 101.3 (3.988)                                     | 122.6 (4.827)                                     | 808.3 (31.825)                                    |
| Mitjana de dies de precipitació (≥ 0.1 mm)                  | 17.5                                              | 15.2                                              | 13.8                                              | 10.4                                              | 8.1                                               | 6.0                                               | 4.2                                               | 4.9                                               | 7.3                                               | 11.2                                              | 13.3                                              | 17.3                                              | 129.2                                             |
| Mitjana mensual d'hores de sol                              | 71.3                                              | 87.6                                              | 133.3                                             | 180.0                                             | 251.1                                             | 300.0                                             | 322.4                                             | 294.5                                             | 243.0                                             | 164.3                                             | 102.0                                             | 68.2                                              | 2.217,7                                           |
| Font: Turkish State Meteorological Service (sun, 1960–2012) |                                                   |                                                   |                                                   |                                                   |                                                   |                                                   |                                                   |                                                   |                                                   |                                                   |                                                   |                                                   |                                                   |

### Bòsfor

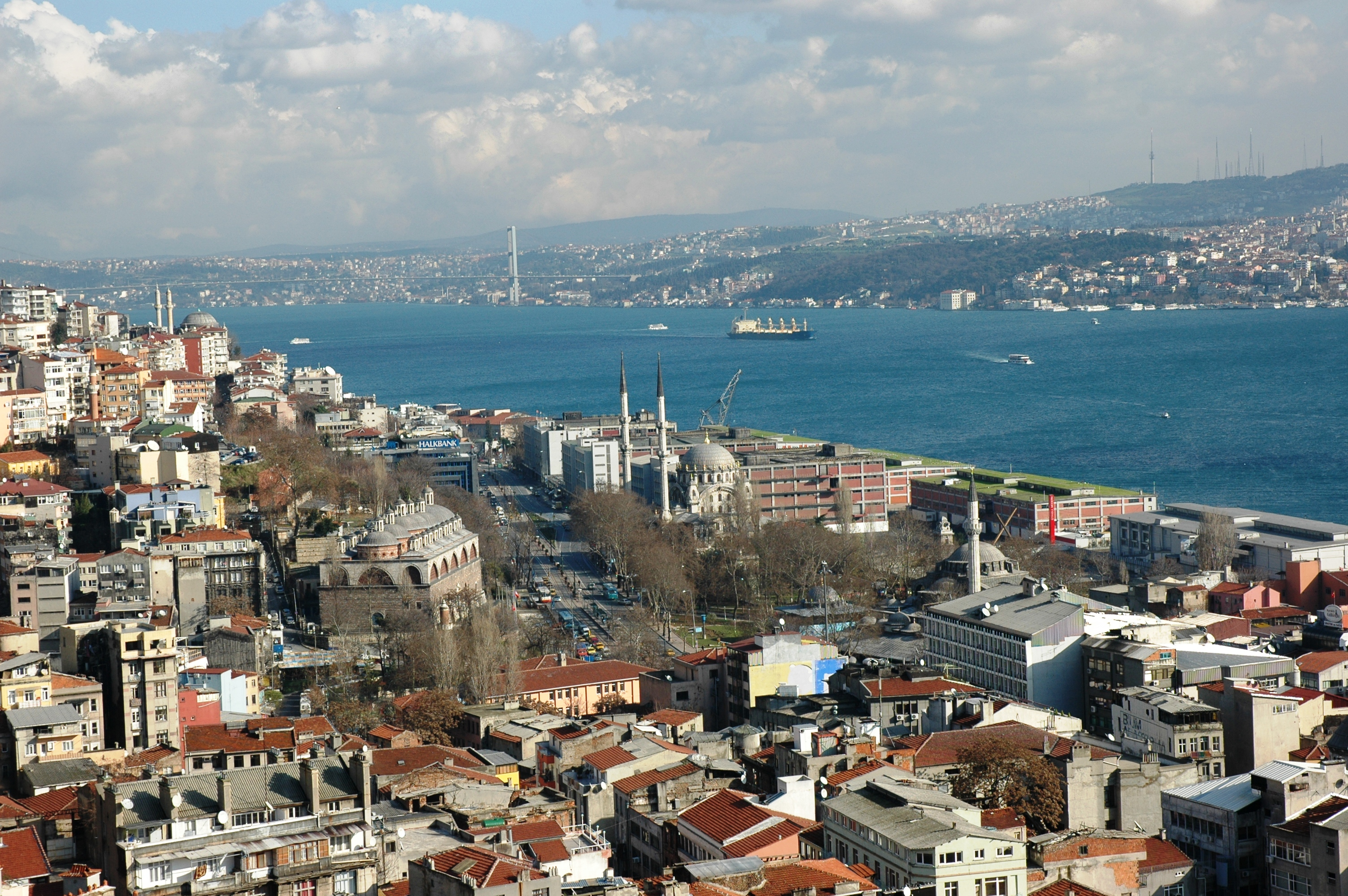
Beyoğlu amb el Bòsfor al fons des de la torre de Gàlata

El Bòsfor (en turc Boğaziçi) és un estret que divideix en dues parts la ciutat d'Istanbul i que connecta el mar de Màrmara amb el mar Negre i separa Àsia d'Europa.
Hi ha dos ponts sobre aquest estret. El pont del Bòsfor (Boğaziçi Köprüsü), de 1.074 metres de llarg, es va acabar el 1973. El segon pont, el Fatih Sultan Mehmet (Fatih Sultan Mehmet Köprüsü, FSM) té una longitud de 1.014 m, s'acabà el 1988 i es troba gairebé a cinc km al nord del primer pont. Aquest ponts uneixen Istanbul amb les ciutats asiàtiques d'Üsküdar (en grec, Crisòpolis) i Kadiköy (en català, Calcedònia), les quals formen una conurbació amb Istanbul durant la segona meitat del segle xx.
El Marmaray (túnel submarí per al ferrocarril en el Bòsfor) connecta les línies asiàtiques i europees del metro. La primera fase del projecte es va obrir al públic el 29 d'octubre de 2013. Construït 1.400 m sota l'estret, mitjançant la tècnica d'immersió del conducte, i és el túnel més profund construït amb aquest mètode (amb un màxim de 56 m sota el nivell de l'aigua). El projecte inclou un metro de 13,3 km amb quatre estacions, que uneix el centre d'Istanbul amb l'urbs oriental i l'occidental.

### Risc sísmic
Istanbul és a prop de la falla nord-anatòlica, una falla geològicament activa que ha estat responsable de diversos terratrèmols mortals en la història contemporània de la ciutat. Els estudis demostren que hi ha un risc elevat que en les pròximes dècades hi hagi un terratrèmol devastador a prop de la ciutat.

## Districtes de la ciutat

Districtes d'Istanbul

La ciutat d'Istanbul es divideix en 39 districtes:
| - Adalar - Arnavutköy - Ataşehir - Avcılar - Bağcılar - Bahçelievler - Bakırköy - Başakşehir - Bayrampaşa - Beşiktaş - Beykoz - Beylikdüzü - Beyoğlu - Büyükçekmece | - Çatalca - Çekmeköy - Esenler - Esenyurt - Eyüp - Fatih - Gaziosmanpaşa - Güngören - Kadıköy - Kağıthane - Kartal - Küçükçekmece - Maltepe - Pendik | - Sancaktepe - Sarıyer - Silivri - Sultanbeyli - Sultangazi - Şile - Şişli - Tuzla - Ümraniye - Üsküdar - Zeytinburnu |

Cada districte té una municipalitat local elegida per la població resident. La municipalitat metropolitana (İstanbul Büyükşehir Belediyesi) executa tasques de coordinació i de control de les municipalitats de districte (gestió de residus domèstics, construcció i manteniment de carreteres, ponts, explotació d'un sistema de transport públic, etc.)
Addicionalment, els districtes estan dividits en mahalleler. A l'article corresponent de cada districte s'hi detallen els noms de les mahalleler.
Bilad-ı Selase (Les Tres Viles) és una denominació administrativa otomana per indicar conjuntament a Eyüp, Gàlata i Üsküdar, és a dir les tres zones urbanes incorporades a la ciutat d'Istanbul. Cadascuna d'aquestes tenia el seu cadi (kadi) independent del cadi d'Istanbul (però de menys rang). Les tres viles tenien autonomia judicial des del començament de l'època otomana. També gaudien d'autonomia policial.

## Evolució demogràfica
| Any  | Població |
| ---- | -------- |
| 330  | 15.000   |
| 400  | 200.000  |
| 530  | 500.000  |
| 545  | 350.000  |
| 715  | 300.000  |
| 950  | 500.000  |
| 1200 | 150.000  |
| 1453 | 36.000   |
| 1477 | 75.000   |
| 1566 | 600.000  |
| 1817 | 500.000  |
| 1860 | 715.000  |
| 1885 | 873.570  |

| Any               | Població  |
| ----------------- | --------- |
| 1890              | 874.000   |
| 1897              | 1.059.000 |
| 1901              | 942.900   |
| 1914              | 909.978   |
| 28 d'octubre 1927 | 680.857   |
| 20 d'octubre 1935 | 741.148   |
| 20 d'octubre 1940 | 793.949   |
| 21 d'octubre 1945 | 860.558   |
| 22 d'octubre 1950 | 983.041   |
| 23 d'octubre 1955 | 1.268.771 |
| 23 d'octubre 1960 | 1.466.535 |
| 24 d'octubre 1965 | 1.742.978 |
| 25 d'octubre 1970 | 2.132.407 |

| Any                 | Població   |
| ------------------- | ---------- |
| 26 d'octubre 1975   | 2.547.364  |
| 12 d'octubre 1980   | 2.772.708  |
| 20 d'octubre 1985   | 5.475.982  |
| 21 d'octubre 1990   | 6.620.241  |
| 30 de novembre 1997 | 8.260.438  |
| 22 d'octubre 2000   | 8.803.468  |
| 1 de gener 2005     | 9.797.536  |
| 1 de gener 2006     | 10.034.830 |
| 31 de desembre 2007 | 11.174.257 |
| 31 de desembre 2008 | 12.569.143 |
| 31 de desembre 2009 | 12.782.960 |
| 31 de desembre 2010 | 13.120.596 |

## Llocs d'interès

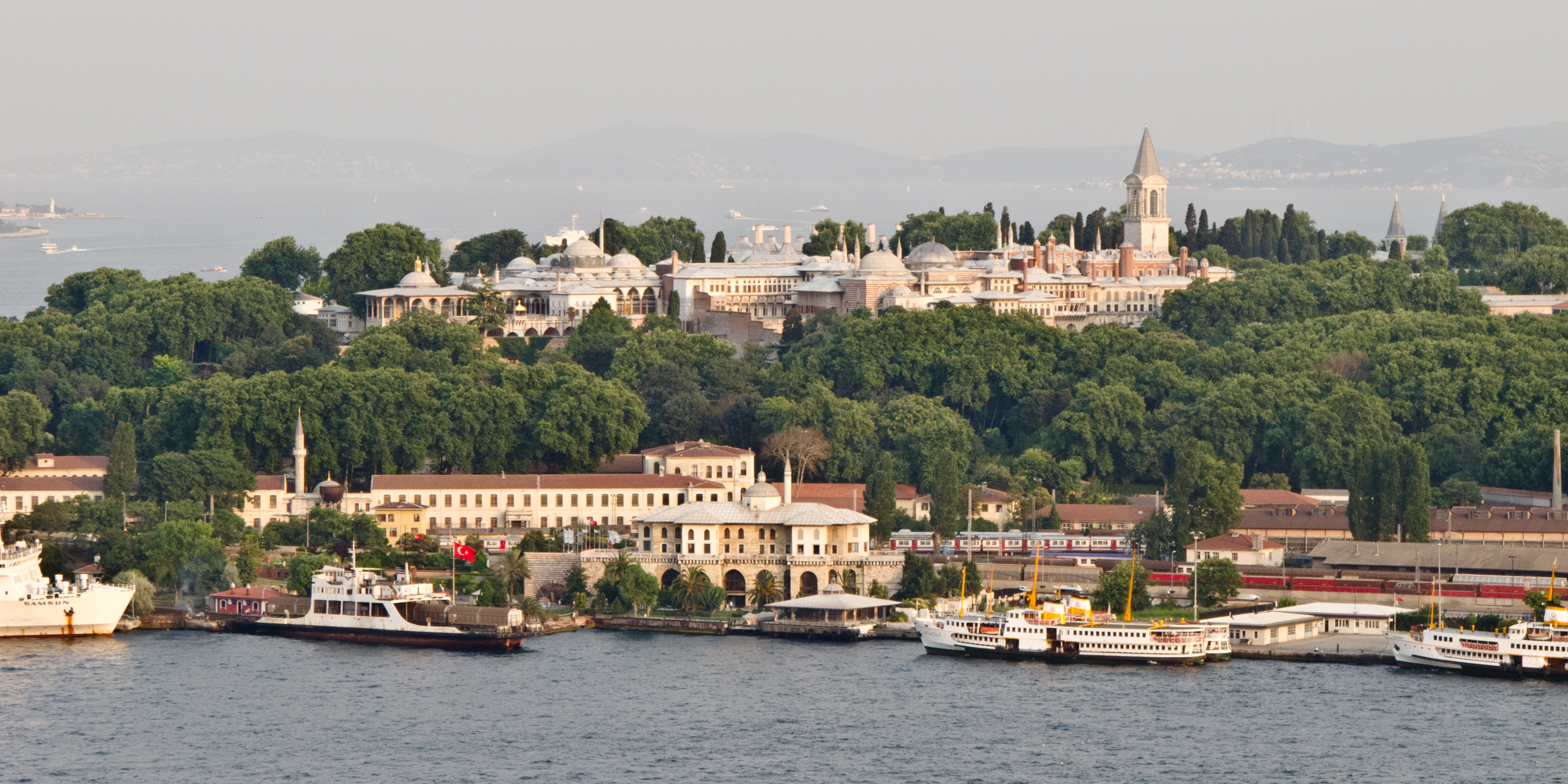
Palau de Topkapı des de la torre de Gàlata

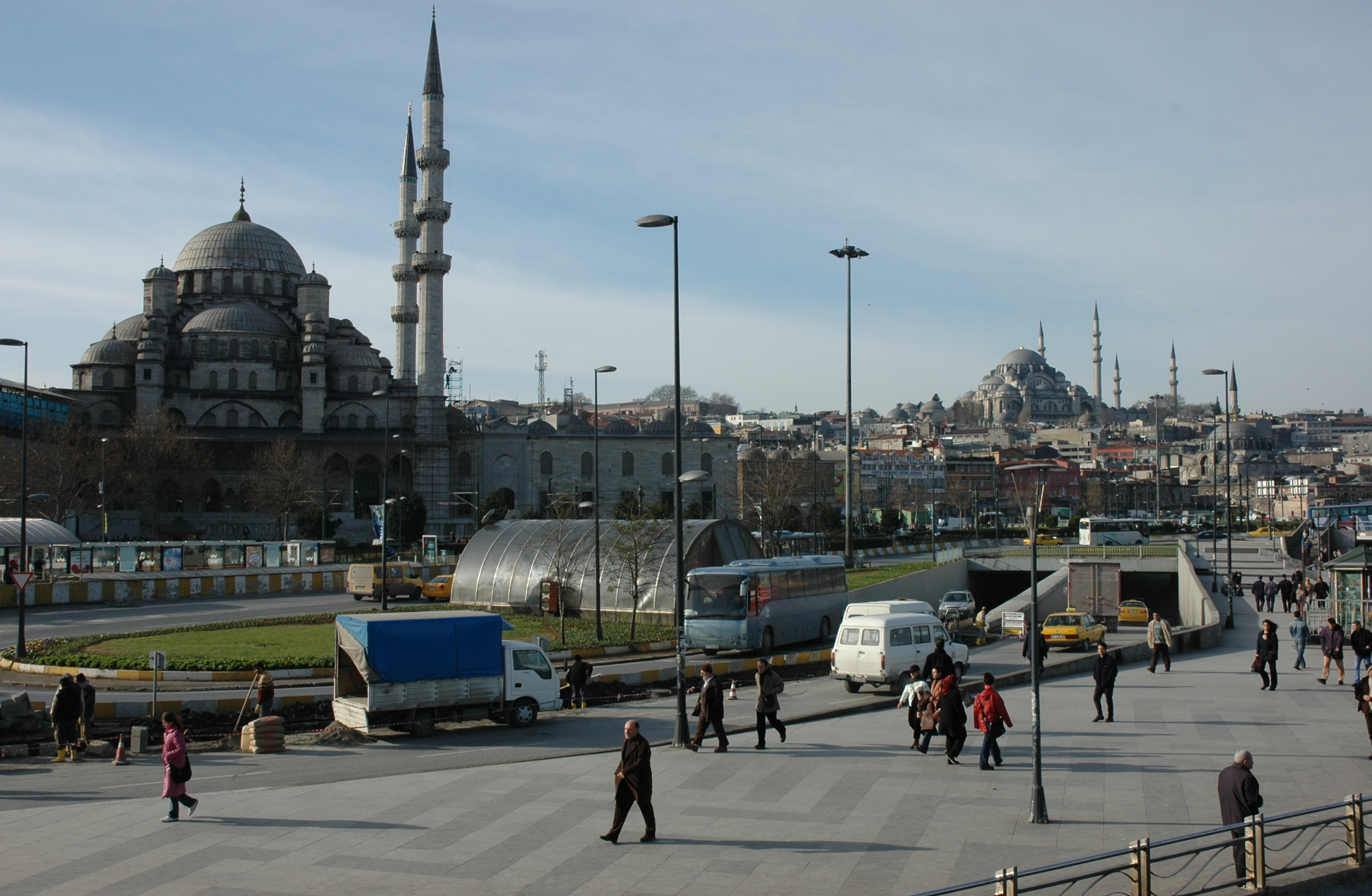
La mesquita Nova i la de Solimà al fons

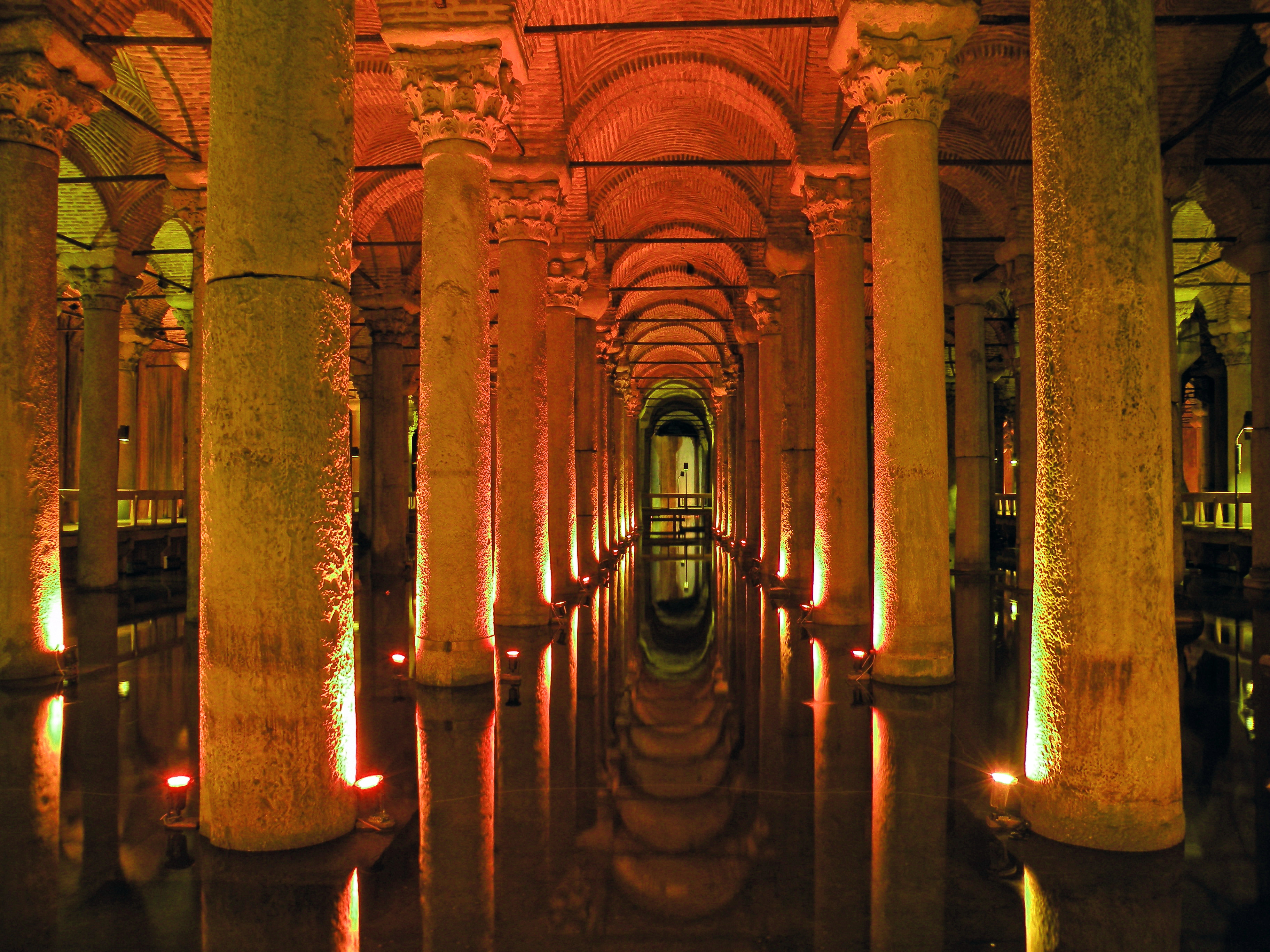
Cisterna de la Basílica

- Palaus i castells:
  - Palau de Topkapı
  - Palau del Porfirogènit
  - Palau de Dolmabahçe
  - Palau de Çırağan
  - Fortalesa d'Europa
  - Castell de Yedikule
  - Palau Khedive
- Mesquites:
  - Santa Sofia
  - Mesquita Blava
  - Mesquita Nova
  - Mesquita de Solimà
  - Mesquita de Mihrimah
  - Mesquita d'Ortaköy
- Esglésies:
  - Sant Esteve dels Búlgars
  - Sant Salvador de Cora
  - Sant Antoni de Pàdua
- Altres:
  - Gran Basar
  - Basar de les espècies
  - Avinguda d'Istiklâl
  - Cisterna de la Basílica
  - Aqüeducte de Valent
  - Corn d'Or
  - Pont de Gàlata
  - Torre de Gàlata
  - Museu Arqueològic d'Istanbul
  - Muralles de Constantinoble
  - Liceu Privat Grec de Fener
  - Illes dels Prínceps
  - Plaça de Taksim
  - Districte de Beyoğlu
  - Monestir Mevlevi
  - Museu de Zoologia de Istambul

## Persones il·lustres
- Recep Tayyip Erdoğan, actual president de Turquia, va ser alcalde de la ciutat entre els anys 1994 i 1998.
- Yaşar Kemal (1923 - 2015) escriptor. Premi Internacional Catalunya (1995).
- Hasan Ferit Alnar (1906-1978), compositor, director d'orquestra i pedagog musical.

## Residents i visitants cèlebres
Des de temps immemorials la ciutat d'Istanbul ha exercit un fort atractiu sobre els estrangers. Quan va transcendir la bellesa de la seva arquitectura i l'opulència de la seva cort, les classes adinerades, que al segle xix viatjaven per ampliar la seva educació, van incloure aquesta exòtica ciutat en les seves rutes. Per la situació estratègica d'Istanbul, va augmentar la importància dels ambaixadors de les grans potències que es feien amb els soldans. Altres personalitats van arribar per motiu de la guerra, com a participants o refugiats.

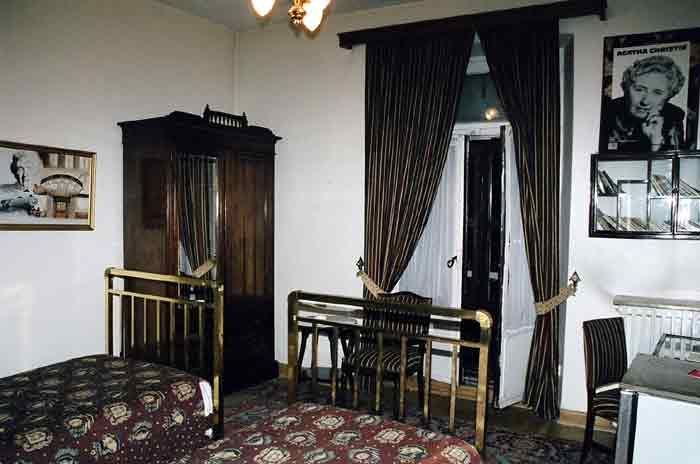
L'habitació 411 de l'hotel Pera Palas, on Agatha Christie va escriure Assassinat a l'Orient Express

- Agatha Christie. L'habitació 411 de l'hotel Pera Palas encara conserva el record d'aquesta escriptora de novel·les d'intriga. Assassinat a l'Orient Express està inspirat en un dels seus viatges en aquest tren, als anys 20 i 30.
- Pierre Loti. El cafè Pierre Loti porta el nom de l'escriptor romàntic francès, del segle xix, que va passar molt de temps a la ciutat.
- Lord Byron. L'itinerant poeta britànic va romandre al Pera entre 1810 i 1811. Durant aquesta època, va nedar als Dardanels i va visitar el soldà Mahmut II a Topkapı.
- Georges Gurdjieff. Refugiat de la Revolució russa, aquest místic i astut home de negocis, i de vegades espia, visità amb freqüència el monestir de Mevlevi entre 1920 i 1921.
- Le Corbusier. Durant la seva visita a Istanbul l'any 1911, l'arquitecte francès va fer molts dibuixos de les mesquites, sobretot de la mesquita de Solimà.
- Ernest Hemingway. El diari on treballava el va enviar a Istanbul el 1922 per cobrir la informació sobre la guerra entre Grècia i Turquia. Es va allotjar a l'hotel de Londres.
- Adam Mickiewicz. El poeta nacional polonès va arribar a Istanbul des de París, el 1855, durant la Guerra de Crimea. Confiava a controlar els conflictes entre les diverses faccions de l'exèrcit polonès, però al cap de poc d'arribar va emmalaltir de tifus i va morir aquell mateix any.
- Guillem II de Prússia. L'últim kàiser d'Alemanya va visitar Istanbul el 1889 i el 1898. En el seu honor es van construir el pavelló Sale del palau Yildiz i la font de l'hipòdrom.
- Florence Nightingale. Durant la Guerra de Crimea, va ser pionera a aplicar mètodes moderns d'infermeria (1855-1856) a les guarnicions de Selimiye.
- Lady Wortley Montagu. Aquesta dama, esposa d'un ambaixador britànic, va viure a Istanbul des de 1718. Les seves cartes donen una visió íntima i penetrant de les peculiaritats de la societat otomana, des del soldà i el seu harem a esferes més baixes.

## Agermanaments
Istanbul està agermanada amb aquestes ciutats:
| - Almati, Kazakhstan - Amman, Jordània - Atenes, Grècia - Bangkok, Tailàndia - Bakú, Azerbaidjan - Barcelona, Catalunya - Beirut, Líban - Berlín, Alemanya - Budapest, Hongria - Buenos Aires, Argentina - Busan, Corea del Sud - El Caire, Egipte - Caracas, Veneçuela - Casablanca, Marroc - Chittagong, Bangladesh - Colònia, Alemanya - Constantina, Algèria | - Constanţa, Romania - Damasc, Síria - Djeddah, Aràbia Saudita - Dubai, Emirats Àrabs Units - Durrës, Albània - Estocolm, Suècia - Estrasburg, França - Florència, Itàlia - L'Havana, Cuba - Ciutat Ho Chi Minh, Vietnam - Houston, Estats Units - Esfahan, Iran - Jakarta, Indonèsia - Johor Bahru, Malàisia - Kabul, Afganistan - Kazan, Rússia - Khartum, Sudan | - Lahore, Pakistan - Londres, Anglaterra - Madrid, Espanya - Mary, Turkmenistan - Ciutat de Mèxic, Mèxic - Odessa, Ucraïna - Oix, Kirguizstan - Plòvdiv, Bulgària - Praga, República Txeca - Rio de Janeiro (Brasil) - Rotterdam, Països Baixos - São Paulo (Brasil) - Sant Petersburg, Rússia - Samarcanda, Uzbekistan - Sarajevo, Bòsnia-Hercegovina - Rabat, Marroc - Shimonoseki, Japó | - Skopje, Macedònia del Nord - Tabriz, Iran - Tiflis, Geòrgia - Toronto (Canadà) - Venècia, Itàlia - Varsòvia, Polònia - Shanghai, Xina - Xi'an, Xina |